# Niederländische Auktion
Die niederländische Auktion (engl. Dutch auction, auch holländische Auktion) ist eine Form der Auktion mit fallenden Preisen (Rückwärtsauktion). Bei einer niederländischen Auktion stellt der Verkäufer ein Angebot zum Verkauf und gibt einen Startpreis vor. Im Verlauf der Auktion werden schrittweise niedrigere Preise vorgegeben, d. h. der Verkaufspreis für den Artikel sinkt mit zunehmender Laufzeit. Der erste Kaufinteressent, der zustimmt, erhält den Zuschlag zum momentanen Preis. Je länger die Kaufinteressenten abwarten, desto niedriger ist also der Preis.

## Merkmale

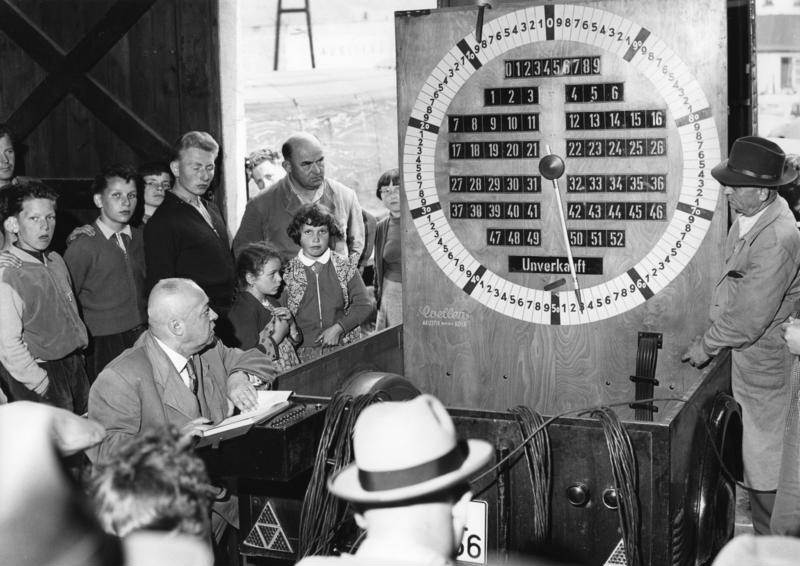
Niederländische Auktion: Der sinkende Kaufpreis wird in der Uhrzeiger-Drehrichtung sichtbar

Der Vorzug der niederländischen Auktion besteht in der Geschwindigkeit der Abwicklung. Im Gegensatz zu einer gewöhnlichen Auktion wird das Auktionsgut schneller verkauft, da die Entscheidung schon bei der ersten Zustimmung eines Interessenten feststeht. Die Interessenten können nicht aufeinander reagieren, Bietergefechte sind ausgeschlossen. Somit können große Mengen von Auktionsgütern in kurzer Zeit verkauft werden.
Bei niederländischen Auktionen stehen die Kaufinteressenten unter hohem Entscheidungsdruck. Wenn ein Interessent taktiert und auf einen günstigeren Preis wartet, ist die Wahrscheinlichkeit hoch, dass das Los an einen Konkurrenten verkauft wird, der schneller zugreift.

## Unterschiede zu Auftragsauktionen
Im Vergleich zu Auftragsauktionen, die ebenfalls Rückwärtsauktionen sind, besteht die Gemeinsamkeit nur im Prinzip der fallenden Gebote. Die Unterschiede bestehen darin, dass bei Auftragsauktionen
- Arbeitsaufträge und Dienstleistungen nachgefragt werden
- meist nur ein einzelnes Auktionsgut (ein einzelner Auftrag) versteigert wird
- die Anbieter Gebote abgeben, während der Kaufinteressent bis zum Ende der Auktion abwartet
- die Anbieter aufeinander reagieren und sich gegenseitig unterbieten können
- die Auktion sich über einen längeren Zeitraum hinzieht
- ein möglichst niedriger Preis angestrebt wird